# آنری بردو
آنری بردو (به فرانسوی: Henry Bordeaux) (تولد ۱۸۷۰ - درگذشته ۱۹۶۱) عضو آکادمی و نویسنده فرانسوی بود. اولین رمان او «سایه‌ای از گمشده» نام داشت که هرگز آن را منتشر نکرد. 
اولین اثر منتشر شده او «ترس زندگی» بود که در قالب رئالیسم نوشته شده‌است. آثار او شامل ۴۶ رمان، ۴ داستان کوتاه، یک مجموعه شعر، مجموعه‌ای از خاطرات و یاد‌آوری‌ها و چندین مطالعه انتقادی و تاریخی بوده است. خاطرات کودکی او در کتابی با عنوان «سرزمین بدون سایه» در سال ۱۹۳۵  و سیزده جلد از خاطرات و یاداداشتهای او با عنوان «داستان یک زندگی»، از سال ۱۹۵۱ تا ۱۹۷۳ منتشر شده است.

## رمان‌ها
1. سرزمین مادری (۱۹۰۰)[۳]
2. مسیر بی‌بازگشت (۱۹۰۲) [۴]
3. ترس از زندگی (۱۹۰۲)[۵]
4. دریاچه سیاه (۱۹۰۳)[۶]
5. مادموازل کوچک (۱۹۰۵)[۷]
6. خانواده روکوویلارد (۱۹۰۶)[۸]
7. چشمانی که باز می‌شوند (۱۹۰۷) [۹]
8. پرده شکسته (۱۹۰۸) [۱۰]
9. تقاطع راه‌ها (۱۹۰۹)[۱۱]
10. جامه‌ پشمین (۱۹۱۰)[۱۲]
11. برف روی ردپاها (۱۹۱۱)[۱۳]
12. عاشقان ژنو (۱۹۱۲)[۱۴]
13. جنگ صلیبی جدید کودکان (۱۹۱۳)[۱۵]
14. خانه (۱۹۱۳)[۱۶]
15. جوانی نو: دو قهرمان بیست ساله (۱۹۱۵)[۱۷]
16. آخرین روزهای قلعه وو (Fort Vaux)، (۱۹۱۶)[۱۸]
17. شوالیه آسمان: زندگی قهرمانانه گینی‌مر (بیوگرافی) (۱۹۱۸)[۱۹]
18. رستاخیز تن (۱۹۲۰)[۲۰]
19. اینک زمان جان‌هاست (۱۹۲۱)[۲۱] (۱۹۳۱)[۲۲]
20. خانه مرده (۱۹۲۲)[۲۳]
21. شبح خیابان میکل‌آنژ (۱۹۲۲)[۲۴]
22. یامیله زیر درختان سدر (۱۹۲۳)[۲۵]
23. صومعه رِپوزوآر (۱۹۲۴)[۲۶] [۲۷]
24. قلب و خون (۱۹۲۵)[۲۸]
25. مناظر خیال‌انگیز کوه‌های آلپ (۱۹۲۵) [۲۹]
26. سَد (۱۹۲۷) [۳۰]
27. رپ و وگا (۱۹۲۷) [۳۱]
28. رنج‌گاه سیمیه (۱۹۲۸) [۳۲]
29. آندرومده و هیولای دریا (۱۹۲۸) [۳۳]
30. دره‌مه‌آلود (والومبره) (۱۹۲۸) [۳۴]
31. تویلت (۱۹۳۰)[۳۵]
32. عاشقانه‌های زاویه دو مستر در ائوستا (۱۹۳۱) [۳۶]
33. مهمانی قتل؛ یا آنکه دعوت نشده بود (۱۹۳۱) [۳۷]
34. بازگشته (۱۹۳۲) [۳۸]
35. آنری دو بورنازل، حماسهٔ مراکشی (۱۹۳۵) [۳۹] [۴۰]
36. مزاحم (میهمان ناخوانده) (۱۹۳۶) [۴۱]
37. ماجرای خیابان لپیک (۱۹۳۸) [۴۲]
38. ورطه (۱۹۳۸) [۴۳]
39. خاکستر داغ (۱۹۳۹) [۴۴]
40. دیوارها خوب هستند؛ اشتباهات و امیدهای ما (۱۹۴۰) [۴۵]
41. سونات مهتاب (۱۹۴۱) [۴۶]
42. تصاویری از مارشال پتن (۱۹۴۱) [۴۷]
43. ازدواج در زمان جنگ (۱۹۴۱) [۴۸]
44. حرکت به سوی پرتگاه (۱۹۴۸) [۴۹]
45. ریسمان دوشیزه (رشته مریم) (۱۹۵۲) [۵۰]
46. مشعل وارونه (۱۹۶۱) [۵۱]

## فیلم‌های ساخته شده بر اساس نوشته‌های آنری بردو
1. The Nash Airflyte Theater، سریال تلویزیونی آمریکایی پخس شده در سالهای ۱۹۵۰-۱۹۵۱) (نویسنده داستان قسمت دوم از فصل اول)
2. خانواده روکوویلارد (۱۹۴۳) به کارگردانی ژولین دوویویه (بر اساس رمان)
3. تقاطع راه‌ها (۱۹۴۲) به کارگردانی  آندره برتمیو (بر اساس رمان)
4. برف بر روی گامها (۱۹۴۲) به کارگردانی  آندره برتمیو، که در ایران با نام «مرا ببخش» به نمایش درآمده است. (بر اساس رمان)
5. یامیله زیر درختان سدر (۱۹۳۹) به کارگردانی Charles d'Espinay
6. رنجگاه سیمیه (۱۹۳۴) به کارگردانی René Dallière و ژاک دو بارونسلی (بر اساس رمان)
7. شکار شاموا در کوههای آلپ فریبورگ (۱۹۲۶) به کارگردانی Pierre Lebrun (نویسنده داستان) (شاموا نوعی بز کوهی)
8. برف بر روی گامها (۱۹۲۳) به کارگردانی آنری اتیوان (بر اساس رمان)
9. مسیر رٌزلند (۱۹۲۳) به کارگردانی موریس گلز (بر اساس داستان کوتاه)
10. خانواده روکوویلارد (۱۹۲۲) به کارگردانی ژولین دوویویه (بر اساس رمان)
11. پرده شکسته (۱۹۲۲) به کارگردانی René d'Auchy (بر اساس رمان)